# Scalibregmides
Scalibregmides är ett släkte av ringmaskar. Scalibregmides ingår i familjen Scalibregmatidae.
Kladogram enligt Catalogue of Life:
| Scalibregmides | \| \| Scalibregmides chilensis \| \| \| \| \| \| Scalibregmides peruanus \| \| \| \| |
|                | \| \| Scalibregmides chilensis \| \| \| \| \| \| Scalibregmides peruanus \| \| \| \| |
|                | Ascleriocheilus                                                                      |
|                |                                                                                      |
|                | Asclerocheilus                                                                       |
|                |                                                                                      |
|                | Axiokebuita                                                                          |
|                |                                                                                      |
|                | Cryptosclerocheilus                                                                  |
|                |                                                                                      |
|                | Eumenia                                                                              |
|                |                                                                                      |
|                | Hyboscolex                                                                           |
|                |                                                                                      |
|                | Kebuita                                                                              |
|                |                                                                                      |
|                | Lipobranchius                                                                        |
|                |                                                                                      |
|                | Lipobranchus                                                                         |
|                |                                                                                      |
|                | Mucibregma                                                                           |
|                |                                                                                      |
|                | Neolipobranchius                                                                     |
|                |                                                                                      |
|                | Oligobregma                                                                          |
|                |                                                                                      |
|                | Parasclerocheilus                                                                    |
|                |                                                                                      |
|                | Polyphysia                                                                           |
|                |                                                                                      |
|                | Poylphysia                                                                           |
|                |                                                                                      |
|                | Proscalibregma                                                                       |
|                |                                                                                      |
|                | Pseudoscalibregma                                                                    |
|                |                                                                                      |
|                | Scalibregma                                                                          |
|                |                                                                                      |
|                | Scalibregmella                                                                       |
|                |                                                                                      |
|                | Scalispinigera                                                                       |
|                |                                                                                      |
|                | Sclerobregma                                                                         |
|                |                                                                                      |
|                | Sclerocheilus                                                                        |
|                |                                                                                      |
|                | Speleobregma                                                                         |
|                |                                                                                      |
|                | Scalibregmides chilensis                                                             |
|                |                                                                                      |
|                | Scalibregmides peruanus                                                              |
|                |                                                                                      |

|  | Scalibregmides chilensis |
|  |                          |
|  | Scalibregmides peruanus  |
|  |                          |